# Suore missionarie di San Carlo Borromeo
Le Suore Missionarie di San Carlo Borromeo sono un istituto religioso femminile di diritto pontificio: le suore di questa congregazione, chiamate anche Scalabriniane, pospongono al loro nome la sigla M.S.C.S.

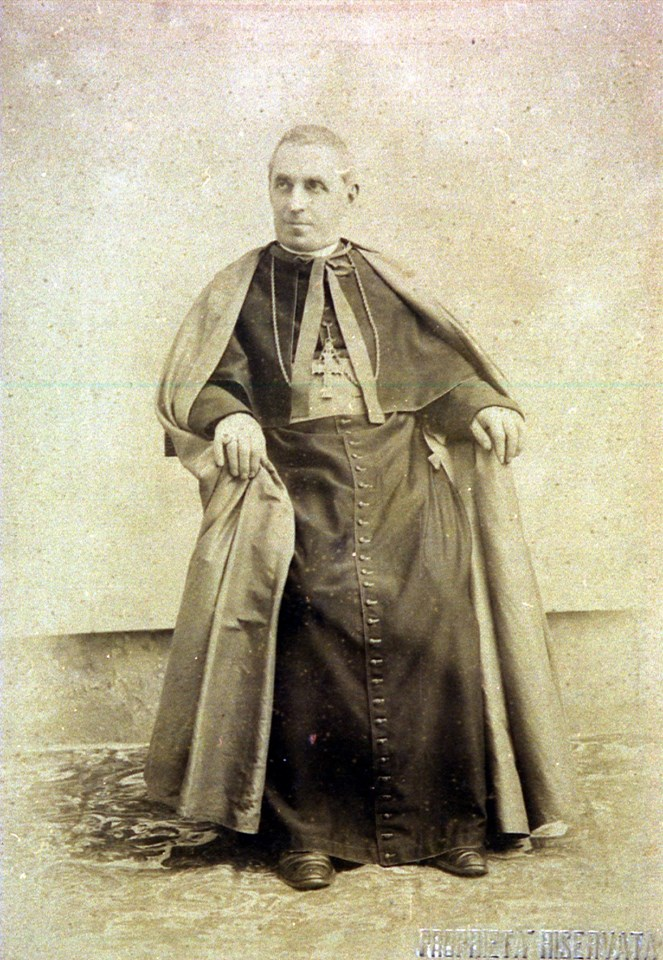
Giovanni Battista Scalabrini, Vescovo di Piacenza, fondatore della Congregazione

## Storia

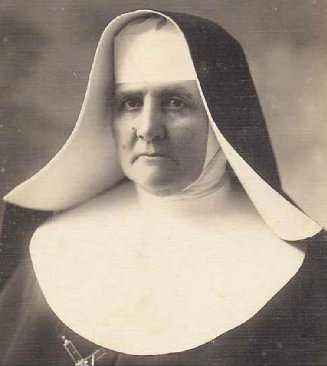
Assunta Marchetti, cofondatrice della congregazione

Dopo aver fondato la congregazione dei missionari di San Carlo, Giovanni Battista Scalabrini ha sentito da subito l'esigenza di un ramo femminile. La fondazione avvenne il 25 ottobre 1895 quando, nel Palazzo Vescovile della Diocesi di Piacenza, vennero ammesse ai voti religiosi con la consegna del Crocifisso e l’invio in missione delle prime quattro suore: Carolina Marchetti, Assunta Marchetti (cofondatrice), Angela Larini e Maria Franceschini che erano state presentate e presentate a Scalabrini da Padre Giuseppe Marchetti, scalabriniano, anch'egli cofondatore della Congregazione.
Nel 1895 padre Giuseppe aprì a San Paolo del Brasile l'orfanotrofio "Cristoforo Colombo" per i figli degli emigrati italiani e ne affidò la direzione alla comunità delle quattro suore guidate da Assunta, sua sorella.
Con decreto di Papa Pio XI, del 13 gennaio 1934, vennero approvate ad experimentum, per sette anni, le nuove costituzioni legittimando la congregazione quale Istituto religioso di diritto pontificio; (decretum recognitionis emesso, su mandato della Santa Sede, da Benedetto Aloisi Masella, nunzio apostolico in Brasile, il 19 maggio 1934) Vennero rinnovate dopo il Concilio Vaticano II da papa Pio XII il 7 agosto 1948 ed approvate definitivamente il 1º giugno 1985.

## Attività e diffusione

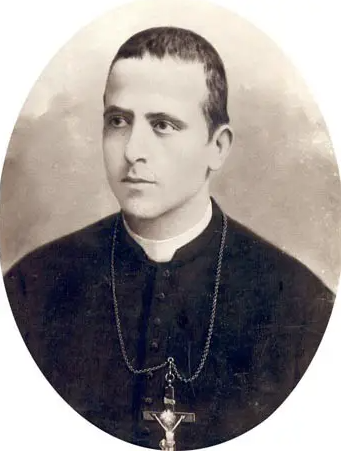
Padre Giuseppe Marchetti, cofondatore

Le Scalabriniane si dedicano alla catechesi, all'istruzione, all'assistenza ai malati, agli anziani e agli orfani degli emigrati italiani.
Sono presenti in Europa (Albania, Belgio, Francia, Germania, Italia, Polonia, Portogallo, Spagna, Svizzera), nelle Americhe (Argentina, Bolivia, Brasile, Canada, Colombia, Repubblica Dominicana, Ecuador, Honduras, Messico, Paraguay, Stati Uniti d'America), in Africa (Angola, Repubblica del Congo, Mozambico, Sudafrica) e in Asia (Filippine, India): la sede generalizia è a Roma.
Al 31 dicembre 2005, la congregazione contava 769 religiose in 160 case.